# Bassa de Can Calçada
La Bassa de Can Calçada és una zona humida d'elevat interès per la presència d'una població de tortuga d'estany (Emys orbicularis) a Riudarenes a prop de la casa de colònies Can Calçada.
A més de la bassa, la tortuga utilitza els prats humits de l'entorn per pondre. Aquesta zona humida ocupa una superfície d'1,32 Ha. La bassa és força petita (d'uns 260 m²) i d'origen artificial. Té caràcter permanent, tot i que presenta variacions importants de nivell. Recull aigua de pluja i d'escolament dels vessants. Té una forma aproximadament circular. La zona és gestionada per la Fundació Emys. Hi ha instal·lada una tanca de fusta a l'entorn de la bassa.
La bassa està pràcticament coberta per una làmina de llenties d'aigua. Als marges presenta alguns grups de lliris grocs (Iris pseudacorus), joncs i, a les zones menys fondes, plantatge d'aigua (Alisma plantago-aquatica). Al seu voltant creix una freixeneda amb abundants roures i gatells. Pel que fa a la fauna, a més de tortuga d'estany (Emys orbicularis), hi ha, per exemple, granoteta de punts (Pelodytes punctatus).
No es detecten factors d'impacte importants que estiguin actuant sobre l'espai. La sobreexplotació dels aqüífers i els processos d'eutrofització o contaminació de les aigües per usos agraris o industrials a l'entorn, podrien posar-la en perill. Les poblacions de tortuga d'estany es troben força aïllades i per les seves reduïdes dimensions corren risc de desaparició. El ramal de la línia MAT és una altra amenaça sobre aquest hàbitat molt fràgil i particular.